# モリモリッ!ばんちょー!!キヨハラくん
『モリモリッ!ばんちょー!!キヨハラくん』は、河合じゅんじ作画による野球漫画作品。

## 概要
『ゴーゴー!ゴジラッ!!マツイくん』の続編で、2003年4月号から2005年12月号まで『月刊コロコロコミック』で連載された。単行本は全3巻。
主人公のキヨハラは前作とキャラクターが異なり、より現実の清原に近づいている。ただしそれ以外に登場した前作のキャラクターは特に変わっていなかった。
2004年11月号に於いて、キヨハラが1986年にタイムスリップをして『かっとばせ!キヨハラくん』の世界とバンチョー・キヨハラが共演するというストーリーが描かれた。出っ歯のキヨハラも少しだけ登場している。なお『かっとばせ』は1987年に連載が開始しているため、連載前の第0話ということにもなる。
『かっとばせ!キヨハラくん』以降続いていた河合によるプロ野球ギャグ漫画シリーズはこの作品をもって一旦中断期間に入ることになり、現在の河合の公式Twitterにて『かっとばせ!テルアキくん』が掲載するまでに中断することになった。中断期間中の河合は『どーぶつのはなし。』『最強古代王者決定ギャグ オレたち恐竜キング』など、野球漫画以外のギャグ作品を連載していた。その後、2013年発売のEX大衆プロ野球スペシャルに読み切り作品「WBCだよ!たなかマーくん』が掲載され、2014年からのコロコロアニキでは『かっとばせ!キヨハラくん』の連載が再び掲載されたが、2016年2月2日にモデルとなった清原和博が覚醒剤取締法違反で逮捕された事を受け、公式サイト上で休載が発表され、マツイくんの再連載（休刊の2021年春号まで）されたことにより打ち切りとなった。
最終巻では『かっとばせ!キヨハラくん』の第1話・「ヨロシク!キヨハラです!!」が再掲載されている。

## 球団名
（ ）内はモデルとなった球団

### セント・リーグ
セントラル・リーグをモデルとしている。
- 東京カイアンツ（読売ジャイアンツ）
- 板神タイガンス（阪神タイガース）
- 中日ドラポンズ（中日ドラゴンズ）
- ヤグルトスパローズ（ヤクルトスワローズ）
- 横はばペイスターズ（横浜ベイスターズ）
- 広島カーブ（広島東洋カープ）

### パチヒック・リーグ
パシフィック・リーグをモデルとしている。
- オラックス・ブルーウェープ（オリックス・ブルーウェーブ）→（近鉄と合併）→オラックス・バッパローズ（オリックス・バファローズ）
- 福岡タイエーハークス（福岡ダイエーホークス）→福岡ソフトハンクハークス（福岡ソフトバンクホークス）（途中からハークスの綴りが「Hauks」から「Harks」に変更された）
- 西部ライアンズ（西武ライオンズ）
- 日ハムファイタンズ（日本ハムファイターズ）→北海道日ハムファイタンズ（北海道日本ハムファイターズ）
- 千葉ロッデマリリンズ（千葉ロッテマリーンズ）
- 楽ちんイークルス（東北楽天ゴールデンイーグルス）

※近鉄バッパローズ（大阪近鉄バファローズ）→オラックスと合併して消滅（途中から「近鉄」の読みが「きんてつ」から「ちかてつ」になった）。

### アメリカ球団
- シカゴ・コブス（シカゴ・カブス）
- ニューヨーク・ヨンキース（ニューヨーク・ヤンキース）
- ニューヨーク・マッツ（ニューヨーク・メッツ）
- ロサンゼルス・ドシャース（ロサンゼルス・ドジャース）
- ロサンゼルス・エンガルス（ロサンゼルス・エンゼルス）
- サンフランシスコ・カイアンツ（サンフランシスコ・ジャイアンツ）
- コロラド・ラッキーズ（コロラド・ロッキーズ）
- ボストン・ラッドソックス（ボストン・レッドソックス）
- デトロイト・タイガンス（デトロイト・タイガース）
- ヒューストン・アストラズ（ヒューストン・アストロズ）
- シアトル・マルナーズ（シアトル・マリナーズ）

## 球場名
（ ）内はモデルとなった球場

### セ・リーグ
- 東京ドーム
- 珍宮球場（神宮球場）
- なごやドーム（ナゴヤドーム）
- 甲四園球場（甲子園球場）
- 広島ケンミン球場（広島市民球場）
- 横浜スタジアム

### パ・リーグ
- 西部ドーム（西武ドーム）
- 大阪ドーム
- 福岡ドーム
- クリーンスタジアム神戸（グリーンスタジアム神戸）
- 札幌ドーム
- 千葉マリリンスタジアム（千葉マリンスタジアム）
- ブルキャストスタジアム宮城（フルキャストスタジアム宮城）※現実とは異なり、まだ出来立ての球場という設定

## 登場人物

### 東京カイアンツ

#### 内野手
キヨハラカズヒロ（清原和博）
主人公。通称「番長」。以前は西部ライアンズの選手で、前作の途中から東京カイアンツに加入した。性格は前作以上のバカになって、クワタが引いてしまうほど気が強くなっている。特徴の出っ歯は無くなり、八重歯、タラコ唇のごっつい外見に雰囲気が変わった。また、前作では基本的に標準語だったが、今作では一貫して関西弁をしゃべっている。
当初は非人間的扱いを受けていたが、次第に前作同様悲惨な目に遭いやすい不幸キャラに戻っていった。
臆病で神経質。カリフラワーや蛇を嫌っている。しかしその反面、睡眠薬ですぐに眠り、音楽に乗りやすい単純な一面もある。
晩年は怪我に悩まされ、出番が減り、当初は必要以上に4番に拘っていたが、2004年は文句を言わずに6番を打っていた。シーズン終了後、引退の噂が囁かれていたことがあった。
当初はハラ監督すらキヨハラに気を使っている状態だったが（4番に座ったのもキヨハラのわがまま）、ホリウチに変わると打って変わって冷遇され、チーム内で派閥を作るなどして反乱を起こしたが、最終的にカイアンツを戦力外通告になった。
2005年、カイアンツを退団した後はアメリカに渡り、マイナー契約でニューヨーク・ヨンキースへ移籍した。メジャーに昇格した後は「ザ・バンチョー」の登録名で登場。
2004年、シーズン終了後、ひょんなことで1986年へタイムスリップをしたことがあり、そこで『かっとばせ!キヨハラくん』のキヨハラが登場している。
桃太郎の劇では主人公の桃太郎役だった。
用を足す時は全裸になる癖がある。
コロコロアニキ版では、引退を既にしている球界のレジェンドとして登場し、主役を再度務めている。外見はライアンズ時代の頃に戻っており、口調も標準語に戻っている。
守備位置は一塁手。
背番号は5（登場時）→3（球界のレジェンド時）。
モトキダイスケ（元木大介）
キヨハラの子分。調子のいい性格だが、周りにはよく八つ当たりの対象にされ、いつもボロボロにされる可哀想な選手。キヨハラ、クワタとつるみ、行動を共にしている。
2003年以降出番は減り、そのためキヨクワの新球団に無理やり加入させられたり、チーム内で派閥を作り、反乱を起こしたことがある。しかし最終的にカイアンツをクビになり、2005年に現役引退。最終回には出てこなかった。
桃太郎の劇でおじいさん役をやっていた。
ユーティリティープレイヤー。
コロコロアニキ版では、2015年のキヨハラとクワタが90年代のオールスターにタイムスリップしたため若い頃の姿（現役時代）で登場した。
背番号は2（バンチョーズでの背番号は02）。
ニシ（仁志敏久）
カイアンツの切り込み隊長。背が低いことにコンプレックスを抱き、小さい、短いという言葉を嫌っている。千葉マリリンスタジアムの強風に飛ばされるほど体が軽い。
2003年は怪我で成績低迷。給料を下げられてしまい、クワタの儲け話に誘われていたこともある。
クワタに頼まれて、キャンディー1個の報酬でクワタに変装していたことがある。
桃太郎の劇ではナレーションだった。
守備位置は二塁手。
背番号は8。
ニオカ（二岡智宏）
元は地味な存在だったが、2005年頃はチームを引っ張っていくほどの選手に成長している。地元・広島のお好み焼きが大好物。
桃太郎の劇では人数合わせのために特別で分福茶釜の狸をやっていた。
守備位置は遊撃手。
背番号は7。
コクボ（小久保裕紀）
タイエーの元4番打者。2004年、カイアンツへ無償トレードされ入団。しかし漫画ではあまり目立たなかった。
桃太郎の劇では人数合わせのために特別で金太郎をやっていた。
コロコロアニキ版では、現実同様に侍ジャパンの監督を務めており、クワタがくれたハンバーガーのせいでおなかをこわし、トイレできばっていた、名前が「コクホ」に変更されている。
守備位置は三塁手。
背番号は9（タイエー） → 6（カイアンツ）。
エトー（江藤智）
広島の元4番打者。涙もろく、よくキヨハラにつれ回されていた。入団時は打線の一角だったが、後に不振が続きベンチを温めている。
当初は4番候補として扱われたが、コクボの加入以降出番を失い、キヨクワの新球団に無理やり加入させられたことがある。
守備位置は三塁手。
背番号は33。
ぺたじーに（ロベルト・ペタジーニ）
ヤグルトの元4番打者。2003年入団。キヨハラ最大のライバル。2004年退団。通称「ぺた」。
25歳年上の妻（おるが夫人）を持ち、所構わずいちゃついている愛妻家。
守備位置は右翼手 → 一塁手。
背番号は13。

#### 外野手
タカハシヨシノブ（高橋由伸）
通称ウルフ。マツイ退団後、選手会長になった。基本的に常識人だが、たまにバカになる天然な一面がある（例：明日で板神の優勝が決まりそうな時に、皆で一致団結して死んだふりを提案するなど）。よくニシ、ニオカと一緒にいる。
キヨハラを「故障が多いので4番に向いていない」と非難している（ただし、ヨシノブ本人も怪我が多い）。
弱点は耳。耳に息を吹きかけられると弱い。
登場人物紹介のページではカイアンツで数少ないイケメンと紹介されたことがある。
桃太郎の劇ではお供の犬をやっていた。
コロコロアニキ版では、今作終了から10年経った2015年でも現役（連載当時）であり、開幕戦に出場していた。ただし、年月の経過のためもあって、顔は皺が出来て老化が目立っていた。名前が「ダカハシヨシノプ」に変更されている。
守備位置は右翼手 → 中堅手 → 右翼手。
背番号は24。
ろーず（タフィ・ローズ）
近鉄の元3番打者。2004年、カイアンツへ移籍。気が小さく、極度の上がり症でプレッシャーに弱い。入団当初はカイアンツに入団したプレッシャーからスランプに陥っていた。2005年に引退。
桃太郎の劇ではお供の猿をやっていた。
守備位置は中堅手。
背番号は一貫して20。
シミズ（清水隆行）
レギュラー陣で一番目立たない。大人しい性格なために、よくキヨハラの被害を受ける。
桃太郎の劇では人数合わせのために特別で、猿蟹合戦の蟹をやっていた。
守備位置は左翼手。
背番号は9。

#### 捕手
アベシンノスケ（阿部慎之助）
正捕手。よくキヨハラとクワタに付き合わされては、自分自身も大ボケをやっている。天然ボケな性格。
桃太郎の劇ではお供の雉をやっていた。
背番号は10。
2013年に同作者が描いた『WBCだよ!たなかマーくん』では主要人物となっており、四番に拘っていたが日本一の捕手とヤマモト監督におだてられて気を良くする描写がある。
コロコロアニキ版では、今作終了から10年経った2015年でも現実同様に現役であり、開幕戦に出場しポジションは捕手ではなく一塁（現実の阿部がこの年は当初一塁に専念するつもりだったため、それに合わせた格好）を守っていた。名前は「アヘ」に変更されている。

#### 投手
クワタマスミ（桑田真澄）
名脇役。前作同様ワルで桑田本人と性格が全然違う。悪知恵が働き、カイアンツの知恵袋になってチームの手助けをしている（本人は面白半分）。金儲けが大好き。よく商人の姿で登場。裏の主人公とも言われている。東京ドームを野球盤にしたりアスレチックにしたりしている。宇宙人との交友がある。特技は占い、変装、発明。
キヨハラと高校時代からの腐れ縁なために、キヨハラの性格・行動パターンを知り尽くしている。キヨハラを影で操り、玩具にしている反面、報復も多い。
キヨハラとは常に行動を共にしている。キヨハラが監督代行を務めた時はヘッドコーチ、キヨハラを監督にした新球団のオーナーになったこともある。キヨハラの専属コーチになり球団に残ることを考えていたが、最終的にキヨハラのマネージャーになった。
桃太郎の劇でおばあさん役をやっていた。
コロコロアニキ版では、引退を既にしている球界のレジェンドとして登場し、キヨハラの相棒を再度務めている。
背番号は18。
クドー（工藤公康）
西部ライアンズ・福岡タイエーハークスの元エース。キヨハラ・クワタの数少ない先輩。今作で完全なオヤジになってしまい、子供の頃を懐かしんだり、試合途中に寝てしまったりしている。
1986年にタイムスリップをしたキヨハラは、当時23歳のクドーと対面している。
桃太郎の劇できびだんごをやっていた。
コロコロアニキ版では、現実同様に監督（作中ではゾフトハンク）を務めており、2015年のオールスターに出場しており、年月の経過のためもあって、顔は皺が出来て老化が目立っていた。キヨハラとクワタが1990年代からタイムスリップで若い時の自分（クワタがうっかり口を滑らせ監督になるという未来を話してしまったが、若い頃の本人は夢にも思っていなかったためか信じなかった）を連れてきたため、本人同士が対面して困惑していた。名前は「グドー」に変更。
背番号は47（登場時）→81（ゾフトハンクの監督時）。
ウエハラ（上原浩治）
エース。何かと不幸な目に遭いやすい。投球シーンが多く、キヨハラ、クワタのとんでもないプレーにたまに助けられる。テンションの高いところがある。
桃太郎の劇できびだんごをやっていた。
コロコロアニキ版では、2015年のキヨハラとクワタが1990年代のオールスターにタイムスリップしたため若い頃の姿で登場し、クワタのいたずらでキヨハラに死球を与えて乱闘になった。名前は「ウヘハラ」に変更。
背番号は19。
タカハシヒサノリ（高橋尚成）
先発の一人。地味であまり目立たない。49の魔球に興味を抱いていた。タカハシヨシノブと同じ苗字のために下の名前で呼ばれている。
背番号は17。
キサヌキ（木佐貫洋）
先発の一人。2003年入団。精神面で弱い所がある。
背番号は21。
オカジマ（岡島秀樹）
リリーフの一人。ハンマー投げのムロブジ、卓球のフグハラアイと対戦をしたことがある。
背番号は28。
マエダ（前田幸長）
リリーフの一人。元ロッデ・中日の投手。
背番号は29。
しこーすきー（ブライアン・シコースキー）
リリーフの一人。2003年、ロッデから移籍した。神経質。ピンチを迎えると顔面が真っ青になる。2005年退団。
背番号は 42。

#### オーナー・監督・コーチ陣
ハラ監督（原辰徳）
前カイアンツの監督。ナガシマの後を受け、監督へ就任。しかし、僅か2年で監督を一旦解任される（2002年－2003年）。
若い監督ゆえ、キヨハラには舐められっ放しだった。しかし、その反面キヨハラのリーダー気質を評価していた部分もあった。涙もろい性格で、少し頼りない。
ついナインの前で「監督辞めたい!」と言ったことから監督を休養する羽目になってしまい、その数ヵ月後、本当に監督を辞めることになった。
キヨハラが1986年へタイムスリップをした際、当時28歳のハラが登場している。
2006年にホリウチの後任で再びカイアンツの監督に復帰しているが、最終話で登場することはなかった。
コロコロアニキ版では、今作終了から10年経った2015年でも現実同様に現役の監督であり、開幕戦に登場していた。名前は「パラタヅノリ」に変更。
背番号は83（登場時）→88（2006年）現在。
ホリウチ監督（堀内恒夫）
カイアンツの監督。前任と同様、僅か2年で監督を解任される（2004年－2005年）。
大きい鼻が特徴。喜んだり、怒ったりすると鼻が膨らんでいる。前任のハラと違い、キヨハラの事を冷遇していた。キヨハラとクワタのおかげで勝てない試合を拾いかけるが結局は彼等のせいで落とす事が多い。
2005年のシーズン後半はほぼ優勝を諦めてしまい、ほとんど適当にやっていた。解任されたため、最終回には出て来なかった。
前作ではコーチとして登場している（その時から5年ぶりの登場になった）。
桃太郎の劇できびだんごをやっていた。
背番号は88。
カトリコーチ（鹿取義隆）
ヘッドコーチ。2003年、ハラの解任と共に退団。
背番号は84。
シノヅカコーチ（篠塚和典）
総合コーチ。2003年、ハラの解任と共に退団するが、2006年に復帰。
背番号は81。
サイトーコーチ（斎藤雅樹）
投手コーチ。2001年現役引退後、そのままコーチへ就任した。2003年、ハラの解任と共に退団するが、2006年に復帰。
背番号は85。
ヤマモトコーチ（山本功児）
前ロッデ監督。2003年辞任後、ホリウチの元、ヘッドコーチに就任した。2005年、ホリウチと共に退団。
背番号は86（ロッデ監督） → 87（カイアンツコーチ）。
アワノコーチ（阿波野秀幸）
投手コーチ。前々作では初期の近鉄エースとして活躍していたが、前作ではカイアンツにトレードで移籍するも、1997年に東京ドームの掃除係としてモブで登場したのみ。2006年に横浜のコーチに就任。
背番号は75
ワタナベオーナー（渡邉恒雄）
カイアンツの前オーナー。ワンマンだが、性格はお茶目。カイアンツ最大の癌と単行本には記載されている。2004年にオーナー職を辞任した（現実のナベツネは、一場の裏金問題で辞任し、その後は会長職で復帰した）事になっている。
クワタの金儲けには好意的。よくクワタもオーナーを利用している。
タキハナオーナー（滝鼻卓雄）
カイアンツの新オーナー。前任に比べると、キャラが弱い。
ナガシマシゲオ（長嶋茂雄）
カイアンツ終身名誉監督。2003年、オールスターのゲストに登場。チワワを連れて来た。元主要人物の一人。
やること全て無茶苦茶。周囲曰く、大ボケを通り越している大ボケ親父。
背番号は3。

### 板神タイガンス
ホシノ監督（星野仙一）
元中日・前板神の熱血監督。ベロベロでもかなり凶暴キャラ。自己中心的。2003年勇退。
2003年シーズン中はほとんど毎回登場。しかし日本シリーズは碌に描いてもらえなかった。有終の美を飾れないまま、監督を勇退することになった。
2004年、近鉄とオリックスが合併して、楽天がまだ公に明かされていなかった頃の話にてキヨハラ、クワタが作った新球団（バンチョーズ）の監督に就任。
自ら代打で打席に立ったことがある。
コロコロアニキ版では、2015年のキヨハラとクワタが1990年代のオールスターにタイムスリップしたため若い頃の姿（ドラポンズの監督時代）で登場し、オールスターの監督を務めていた。名前は「ホチノ」に変更。
前述の「バンチョーズ監督就任」は河合が描いたフィクションだが、現実の星野は2010年に楽天の監督に就任しており、「作中の描写と類似した実際の出来事」の一つとなっている。
背番号は77。
オカダ監督（岡田彰布）
板神の監督。2004年に就任。前作から8年ぶりに登場。カイアンツの騒動によく巻き込まれている。最終回では、キヨハラとクワタに漫才をした方がいいんじゃないのかとからかっていた。
2004年のオールスターはセリーグ監督だったにもかかわらず、全然目立っていなかった。
背番号は80。
タブチコーチ（田淵幸一）
打撃コーチ。ホシノの親友兼宥め役。よく八つ当たりを受けることが多い。2003年、ホシノと共に退団。
背番号は88。
カネモト（金本知憲）
外野手。元広島の4番。2003年、FAで入団した。板神の選手で一番目立っている。よくキヨハラに振り回されている。
板神入団後、突然雰囲気が変わった人物。第1話ではキヨハラと互いの筋肉を見せ合い、どっちが良い筋肉かを競い合っていた。
背番号は6。
アカホシ（赤星憲広）
外野手。小技が得意な2番打者。チーム一の俊足。
タコの亡霊に体を乗っ取られてしまい、手足がタコの体に変わってしまったことがある。
背番号は53。
ハマナカ（濱中治）
外野手。2003年、板神の4番だった。途中、肩を故障してしまう。
背番号は25（登場時） → 31（2004年以降）。
ヒヤマ（桧山進次郎）
外野手。2003年は一塁へコンバート。今シリーズ、初めて大ボケを見せている。
背番号は24。
イマオカ（今岡誠）
内野手。トップバッター。カネモトの次に目立っている。
背番号は7。
フジモト（藤本敦士）
遊撃手。いつも眠たそうな目をしている。
背番号は9。
ヤギ（八木裕）
内野手。別名代打の神様。2004年、キヨハラに誘われ、バンチョーズに入団。膝を痛めている。同年現役引退。
背番号は3。
ヒロサワ（広澤克実）
内野手。代打の切り札。2003年に現役引退。
元ヤグルト・カイアンツの選手である。過去の作品に於いて、出番の多い存在だった。
背番号は31。
カタオカ（片岡篤史）
内野手。元日ハムの3番。2002年、FAで入団した。セリフは少ないが、出番が多い。
2004年、オールスターでトラッキーの着ぐるみを着た格好で登場したことがある。
コロコロアニキ版では、2015年のキヨハラとクワタが1990年代のオールスターにタイムスリップしたため若い頃の姿（日ハム時代）で登場した。
背番号は8。
ヤノ（矢野燿大）
正捕手。キャッチャーマスクを被っているため、ほとんど目立たない。
背番号は39。
ノグチ（野口寿浩）
2番手捕手。2003年、日ハムから移籍。ヤグルト時代から8年ぶりの再登場になる。
背番号は27（板神移籍当初） → 2（2005年以降）。
イガワ（井川慶）
投手。板神の若きエース。キヨハラ相手にガンを飛ばし、睨み合いをしていたことがある。
背番号は29。
ヤブ（藪恵壹）
投手。元エース。2004年、FAでアメリカに旅立ち、以降様々な球団を渡り歩いている。
背番号は4。
フクハラ（福原忍）
投手。2004年のオールスターで初登場。ホームラン競争ではバッティング投手になって登場している。
背番号は28。
フジカワ（藤川球児）
投手。リリーフトリオ・JFKのF。2005年に大ブレイク。最終回で初登場になった。河合じゅんじのホームページで、彼のイラストが描かれていた。
背番号は92（登場時） → 22（2005年以降）。
クボタ（久保田智之）
投手。リリーフトリオ・JFKのK。トルネード投法を得意としている。
背番号は30。
シモヤナギ（下柳剛）
髭を生やしたベテラン投手。2003年、日ハムから移籍。2005年のオールスターではセリーグの先発だった。
背番号は42。
イラブ（伊良部秀輝）
2003年球界復帰。キヨハラのライバル的存在。以前と体型が変わり、無口なポーカーフェイスにキャラクターが変わっている。2004年現役引退。
背番号は41。
タニナカ（谷中真二）
投手。地味な存在だが、2003年のオールスター戦にさり気なく登場した。2004年オラックス、2005年楽ちんへ移籍。
背番号は1（2003年） → 16（2004年） → 20（2005年）。
ナカムラユタカ（中村豊）
外野手。2003年、日ハムから移籍。同年のオールスター戦にさり気なく登場している。その後はコーチに就任。
背番号は0。
うぃりあむず（ジェフ・ウィリアムス）
外国人投手。リリーフトリオ・JFKのJ。内角に食い込むスライダーが武器。2003年入団。
背番号は54。
むーあ（トレイ・ムーア）
スキンヘッドの外国人投手。2002年入団。2004年オラックスに移籍。同年退団。
タコの亡霊に体を乗っ取られてしまい、タコの化け物に変身をしたことがある（その際、キヨハラにハゲタコと呼ばれた）。
2004年のオールスターではネッピーの着ぐるみを着て登場した。
背番号は17（板神） → 49（オラックス）。
ありあす（ジョージ・アリアス）
2002年、オラックスを退団後、板神に入団した外国人内野手。恐怖の6番バッター。2004年退団。
背番号は14（板神）。

### 中日ドラポンズ
オチアイ監督（落合博満）
中日の監督。2004年就任。非常にマイペース。自身の采配を「オレ流采配」と呼び、奇想天外な発想が得意。勘が鋭い。性格は基本的には常識人である。
シンジョーと三時間だけ契約をしたり、アリクイを代打起用に使ったことがある。
前作では中日・カイアンツ・日ハムの選手として登場している。
コロコロアニキ版では、2015年のキヨハラとクワタが1990年代のオールスターにタイムスリップしたため選手時代の姿（日ハム時代）で登場し、二人が現れた時にタイムマシンの下敷きになったため負傷してオールスターに出られなくなった。名前は「オジアイ」に変更。
背番号は66。
カワカミ（川上憲伸）
エース。よくキヨハラの被害を受ける。中日のピッチャーで一番出番が多い。闘志溢れている性格。
オチアイの命令から、鮪の着ぐるみを着ていたことがある。
背番号は11。
エンドー（遠藤政隆）
リリーフエース。本編では名前だけ、登場した。
背番号は24。
イワセ（岩瀬仁紀）
リリーフエース。細長い顔で目がバッテン状の形をしている。
背番号は13。
タニシゲ（谷繁元信）
正捕手。バッターの屁の臭いからパスボールを誘う、オレプー作戦を防ぐためにガスマスクを使ったことがある。
背番号は27。
タツナミ（立浪和義）
内野手。中日を代表する選手。通称ミスタードラポンズ。LP学園出身でキヨハラ、クワタの2年後輩。
背番号は3。
アラキ（荒木雅博）
内野手。悪魔に取り付かれたキヨハラの悪戯で大蛇を召還され、酷い目に遭った。
背番号は2。
イバタ（井端弘和）
遊撃手。2004年のオールスターではドアラの着ぐるみを着て登場したり、また1打席も打っていないのに、強引に代打を告げられたことがある（その代打で登場したのはシンジョー）。
コロコロアニキ版では、2015年の開幕戦にカイアンツの選手としてスタメン出場していた。名前は「イハタ」に変更。
背番号は6（中日）→ 2（カイアンツ）。
カワイ（川相昌弘）
遊撃手。2004年、カイアンツから移籍した。
2004年、キヨハラに誘われ、バンチョーズに入団。入団後は送りバントを辞め、長打を狙うフォームに切り替えている。腰を痛めているらしい。
背番号は6（カイアンツ） → 7（中日）。
フクドメ（福留孝介）
外野手。2003年のオールスターではホシノに地中に埋められたり、またオチアイの命令で鯛の着ぐるみを着ていたことがある。
背番号は1。
たいろん・うっず（タイロン・ウッズ）
外国人内野手。2003年横浜に入団し、2005年中日に移籍した。中日の4番として出番が多い。
背番号は一貫して44。
ナカタ（中田賢一）
投手。2005年に入団した一人。
今作では、モブキャラとして登場。
背番号は20。

### ヤグルトスパローズ
フルタ（古田敦也）
捕手。
選手会の会長として、オールスターではほとんどリーダー格で他の選手達を纏めている。プロ野球ファンが減っている現状を気にしている。
コロコロアニキ版では、2015年のキヨハラとクワタが1990年代のオールスターにタイムスリップしたため若い頃の姿で登場し、二人が起こした乱闘にも参加した。
背番号は27。
マナカ（真中満）
外野手。
2004年のオールスターで、つば九郎の着ぐるみを着た格好で登場していた。
背番号は31。
らみれす（アレックス・ラミレス）
2001年、ヤグルトに入団した外国人外野手。
シムラケンのあいーんをパフォーマンスに使っている。2003年のオールスターではホシノに散々な目に遭わされた。
　背番号は3。
スズキケン（鈴木健）
一塁手。2003年より西部ライアンズから金銭トレードで入団し、カムバック賞を受賞。
前作『かっとばせ!キヨハラくん』時代は蜂に刺された様な顔をしていたが、今作では頬のそばかすが前作の面影を感じさせるも、前作ほど怖い顔ではなくなった。
背番号は9。

### 広島カーブ
ヤマモトコージ監督（山本浩二）
広島の監督。2005年に監督を辞任。
背番号は8。
ナガカワ（永川勝浩）
投手。2004年のオールスターでスラィリーの着ぐるみを着て登場した。
背番号は20。
キムラタクヤ（木村拓也）
内野手。広島の1番打者。
背番号は0。
オガタ（尾形佳紀）
内野手。2004年入団。広島の2番打者。2005年、レギュラーを掴みかけていたが、故障により途中離脱を余儀なくされた。
背番号は00（登場時） → 4（2005年以降）。
シマ（嶋重宣）
外野手。2004年、赤ゴジラのニックネームで大ブレイク。以降広島を代表する選手になり、多く登場するようになる。
背番号は00（登場時） → 55（2004年以降）。
マエダ（前田智徳）
外野手。台詞は無いが、群衆シーンでの登場が多く、オールスター戦では毎回登場している。
背番号は1。
ニシヤマ（西山秀二）
捕手。2004年、キヨハラに誘われてバンチョーズへ入団。太りすぎを気にしている。
『かっとばせ!キヨハラくん』に1回だけ登場したことがあり、そこから12年ぶりの再登場となった。
背番号は32。

### 横はばペイスターズ
ササキ（佐々木主浩）
投手。2004年、横はばへ復帰した元メジャーリーガー。通称ハマの大魔神。2005年、現役引退。
2004年、キヨハラに脅されてバンチョーズへ入団することになる。本人は同級生のよしみと言っているが、実際はキヨハラの方が年上（早産まれ）である。
コロコロアニキ版では、2015年のキヨハラとクワタが1990年代のオールスターにタイムスリップしたため若い頃の姿（ペイスターズ第一期時代）で登場し、二人が起こした乱闘に加わった。
背番号は一貫して22。
サエキ（佐伯貴弘）
外野手。横はば代表の暴れん坊。2004年のオールスターでホッシーの着ぐるみを着て登場した。
背番号は10（登場時） → 26（2007年以降）。
キンジョー（金城龍彦）
外野手。2005年のオールスターで2番打者として、登場している。
背番号は1。
タムラ（多村仁）
外野手。単行本2巻の表紙に登場しているキャラクターの1人。
背番号は55（登場時）。

### 楽ちんイークルス
タオ監督（田尾安志）
楽ちんの監督。2005年就任するも、成績不振を理由にたった1年で解任された。
カイアンツの選手の弱点を付いたせこい戦術を使うが、キヨハラには全く通用せず。挙句の果てにはキヨハラに球場を破壊されてしまった。
現役時代、かっとばせ!キヨハラくんに1回だけ登場している。そこから18年ぶりの再登場になった。
キヨハラが1986年へタイムスリップをする回には、キヨハラとくろまてぃの乱闘で登場している。
背番号は88。
イーダ（飯田哲也）
元ヤグルトの外野手。
楽ちん入団前、2004年キヨハラに誘われバンチョーズへ入団した。
猿にそっくりな顔をしている。
前作から6年ぶりの再登場だが、今作では精神的にかなり老け込んでいる。
背番号は2（現役）。
イソベ（礒部公一）
元近鉄の外野手。楽ちんに移籍以降、急激に出番が増えた。楽ちんを代表する選手の1人。
背番号は一貫して8。
セキカワ（関川浩一）
元中日の外野手。中日にいた頃は録に漫画に登場していなかった。楽ちんで初めてはっきりと似顔絵が描かれた。
背番号は23。
ヨシオカ（吉岡雄二）
元近鉄の内野手。楽ちん初登場の試合ではスタメンだったが、以降は怪我の影響で不振が続いている。
背番号は一貫して3。
ヤマサキ（山﨑武司）
元中日・オラックスの内野手。楽ちんの4番打者を務めているホームランバッター。
大柄な体型だが、短いユニフォームを持ち合わせている。
背番号は5（オラックス） → 7（楽ちん）。
ナカムラ（中村武志）
元中日・横浜の捕手。中日の時は全くセリフがなかったが、楽ちんではセリフを言うようになった。
カイアンツ・カトリコーチとそっくりな顔をしている。
背番号は39。
かつのり（野村克則）
元板神・カイアンツの捕手。前作の主要人物だったノムラ監督（野村克也）の息子。
タカハシヨシノブの耳に、息を吹きかけたことがある。また、2003年の板神時代でのオールスターゲームの回ではモブキャラとして登場し、T・Hの人文字を合わせたが気絶してしまった。
背番号は50（板神） → 63（カイアンツ） → 52（楽ちん）。
イワクマ（岩隈久志）
元近鉄の投手。楽ちんを代表する選手の1人で楽ちんの投手陣で一番出番が多い。
背番号は一貫して21。
イチバ（一場靖弘）
2005年に入団した新人投手。漫画では1回だけ登場している。
背番号は11。
ろぺす（ルイス・ロペス）
2005年入団した外国人内野手。2005年の僅か1年のみ在籍。
背番号は42。

### 千葉ロッデマリリンズ
ぼびー・ばれんたいん監督（ボビー・バレンタイン）
千葉ロッデの監督。2004年就任。テンションが高い陽気な外国人監督。
「交流戦では色んな人と交流をする」と代打でシンジョー、野球と全く関係が無いヤワラちゃんを起用したことがある。
背番号は2。
1995年にも監督を務めたが、前作のゴーゴー!ゴジラッ!!マツイくんでは1度も登場していない。
ワタナベシュンスケ（渡辺俊介）
投手。世界一低いアンダースローを投げる。
応援弁当は、ボタンを押すとご飯の下からおかずが飛び出すという仕組みになっている（下手投げという特徴を利用している）。
背番号は31。
コバヤシマサ（小林雅英）
投手。ロッデを代表するクローザー。
台詞が全く無い地味な存在だが、オールスターでの群集シーンには、ほぼ毎回登場している。
背番号は30。
コサカ（小坂誠）
遊撃手。体は小さいが、足は速い一番バッター。ポーカーフェイス。
クワタの悪戯に引っ掛かってしまい、体中を泥塗れにされたことがある。
背番号は1。
ハツシバ（初芝清）
内野手。セリフは無いが、群集シーンでの登場が多い大ベテラン。前作でも群集シーンでよく登場していた。眼鏡を掛けている。2005年現役引退。
2004年、オールスターでマーくんの着ぐるみを着た格好で登場したことがある。
背番号は6。
べにー（ベニー・アグバヤニ）
外国人外野手。2004年入団。外野フライを打つも、それが強風のお陰でヒットに変わったことがある。
背番号は50。

### 西部ライアンズ
イハラ監督（伊原春樹）
ライアンズの監督。2003年退任後、オラックス監督に就任。
前作に比べると、今作は影の薄いキャラクターに変わっている。
キヨハラが1986年にタイムスリップをする回にもちょっとだけ登場している。
背番号は73。
マツザカ（松坂大輔）
言わずと知れたライアンズのエース。
人を小バカにしたような性格だが、根は大人しいために、クワタとキヨハラが起こした騒動に巻き込まれてはしょっちゅう、酷い目に遭っている。
2004年、オールスターでレオの着ぐるみを着た格好で登場したことがある。
コロコロアニキ版では、2015年のキヨハラとクワタが1990年代のオールスターにタイムスリップしたため若い頃の姿（新人時代）でチョイ役だが登場した。名前は「マズサカ」に変更。
背番号は18。
ナカムラ（中村剛也）
内野手。西武の若きホームランバッター。通称「おかわり君」。
2005年のオールスターでパリーグの3番打者として、登場している。
コロコロアニキ版では一話目に登場し、絶えず何かを食べているキャラになっていた。名前は現実の中村同様「おかわり君」に変更。
背番号は60。
ワダ（和田一浩）
外野手。西武の和製大砲。
2004年のオールスターでパリーグの3番打者として、登場している。
背番号は5。
かぶれら（アレックス・カブレラ）
外国人内野手。ライアンズを代表するホームランバッター。
背番号は42。

### 福岡タイエーハークス→福岡ソフトハンクハークス
オー監督（王貞治）
ハークスの監督。前作の第1巻から、10年以上に渡って監督を続けている。
出番は少ないがオールスターなどのイベントでオチアイと共にたびたび登場している。
昔は割と暗い性格だった。チームの好調と共に段々性格が変わっていき、現在はいつもニコニコと笑っている表情が多くなった。
キヨハラが1986年にタイムスリップをする回には、当時カイアンツの監督だった頃のオーが登場している。
背番号は89。
ジョージマ（城島健司）
パリーグを代表する名キャッチャー。あまり目立たないが、オールスター戦ではスタメンでほぼ毎回登場している。
背番号は2。
ワダ（和田毅）
投手。2003年度のイケメンルーキー。同年のオールスターゲームで初登場。
背番号は21。
アラカキ（新垣渚）
投手。ワダと同様、2003年度のルーキー。
同年のオールスターゲームに初登場（しかし登場したのはたった1コマだけ）。
背番号は18。
マツナカ（松中信彦）
内野手。2004年には三冠王を獲得。単行本2巻の表紙に登場しているキャラクターの1人。
背番号は3。
カワサキ（川﨑宗則）
遊撃手。オールスターに於いて2004年、2005年と2年連続で2番打者として登場している。
背番号は52。

### 日ハムファイタンズ→北海道日ハムファイタンズ
シンジョー（SHINJO）
2004年、日本に復帰した元メジャーリーガー。外野手。
自称「自由人」を気取り、やる事なす事全てがド派手なスーパースター。お客を喜ばせるためなら、何だってやる性格。
神出鬼没な所があり、他の球団の試合にピンチヒッターとしてしょっちゅう顔を出している。
前作の板神時代に登場していた頃は、あまりパッとしないキャラクターだった。
コロコロアニキ版では、2015年のキヨハラとクワタが1990年代のオールスターにタイムスリップしたため若い頃の姿（板神時代）で登場し、好守備で打球を捕球する場面が描かれた。名前は「シンショ―」に変更。
背番号は5（大リーグ） → 1（日ハム）。
オガサワラ（小笠原道大）
髭がトレードマークの内野手。
背番号は2。

### オラックス・ブルーウェープ→オラックス・バッパローズ
ナカムラノリ（中村紀洋）
内野手。元近鉄不動の4番打者。
2004年、オールスターでバフィリードの着ぐるみを着た格好で登場したことがある。
近鉄のスーパースターだった。しかし2003年頃、怪我の影響で成績を落としていった。その後メジャーへ移籍した。
コロコロアニキ版では、2015年のキヨハラとクワタが1990年代のオールスターにタイムスリップしたため若い頃の姿（近鉄時代）で登場し、キヨハラたちの起こした乱闘に加わった。
背番号は5（近鉄） → 66（ドシャース）。
タニ（谷佳知）
外野手。妻は柔道の「タニリョーコ」。
奥さんのリョーコと2人で、カイアンツ、ロッデの交流戦に乱入したことがある。
今までは全く目立っていなかった。
背番号は10。
ムラマツ（村松有人）
外野手。2004年、FAでタイエーから移籍。
単行本2巻の表紙に登場しているキャラクターの1人。
背番号は23（タイエー） → 3（オラックス）。

### 大リーグ
マツイ（松井秀喜）
前作の主人公で、元カイアンツ4番。現在はヨンキースに所属。
前作同様、常人ではありえない技を次々と発揮している。大きい牛を口に丸ごとしまい込んだり、舌を自在に伸ばしたり、自然発火したり、鼻息で宇宙人を吸い込んだりなど。
食い意地が物凄く張っている。特に日本の牛が大好物。神戸牛、松阪牛を主に好んでいる。
牛のことを「恋人」と言っている。
犬の着ぐるみを好んでいる。日米野球ではいちろうの愛犬「イッキュウ」の代役をしていた。
連載1年目は全く出番が無かった。2年目から、ちょくちょく帰国しては顔を出すようになった。
キヨハラ以上の超人なために、時折主役のキヨハラが霞んでしまう程の活躍をする事がある。
コロコロアニキ版では、既に選手を引退しており、現役選手たちの脅かし役として登場した。
背番号は55。
いちろう（イチロー）
マルナーズに所属している外野手。日米共にシーズン最多安打記録を作りだした世界が誇る安打製造機。
性格はクールな反面、お茶目。
サインボール1個に100万の価値があるらしい。2004年の日米野球でその話を聞きつけたクワタに誘拐され、サインボールを大量に作らされていたことがある。
大リーグの宝と呼ぶに相応しい存在なため、大リーガー達に大切にされている。
コロコロアニキ版では、2015年のキヨハラとクワタが1990年代のオールスターにタイムスリップしたため若い頃の姿（オラックス時代）で登場し、一番でスタメン出場していた。名前は「イジロー」に変更。
背番号は51。
くれめんす（ロジャー・クレメンス）
アストラズに所属している投手。メジャーリーグを代表する投手の1人である。
2005年の日米野球に登場した。キヨハラに投球を邪魔されていた。
背番号は22。

### その他（他のスポーツ選手等）
アケポノ（曙太郎）
アメリカ出身の元力士。引退後は格闘技に転向するも、なかなか勝てない。
「キヨハラカイアンツ」（キヨハラ、クワタ、モトキによって結成）を注目させるため、キヨハラ達によって連れて来られた。
相撲で鍛えていただけに力は凄い。しかしその反面動作は鈍く、体型を見てもあまり野球には向いていない。
実はかっとばせ!キヨハラくんに数回登場していた（その時は今とキャラクターが違っていた）。
キヨハラカイアンツでの背番号は100。
ぼぶ・さっぷ（ボブ・サップ）
アメリカ出身のプロレスラー。
テレビでブレイクをしたその影響で、一時期この漫画に登場していた。
クワタとは知り合いらしく、クワタが主催のイベントに協力することが多く、ちょこちょこと顔を出している。
フグハラアイ（福原愛）
日本の卓球選手。
キヨハラ、クワタが作った新球団・「バンチョーズ」の特別メンバーの一人。ラケット型のバットを使う。
バンチョーズでの背番号は1。
ムロブジ（室伏広治）
日本の男子ハンマー投選手。
「バンチョーズ」・特別メンバーの一人。ハンマー型のバットを使う。
バンチョーズでの背番号は100。
アザショウリュウ（朝青龍）
モンゴル国出身の力士。
「バンチョーズ」・特別メンバーの一人。乱闘要員。
バンチョーズでの背番号は99。
タニリョーコ（谷亮子）
日本の女子柔道家。別名ヤワラちゃん。夫はオラックスのタニ（2003年に結婚している）。旧姓はタムラ。
バレンタインのアイディアで、ロッデのチームメイトとして特別に参加し、代打で打席に立ったことがある。必殺技は「巴投げ打法」。
前作のゴーゴー!ゴジラッ!!マツイくん、前々作のかっとばせ!キヨハラくんにも登場している。
おるが・ぺたじーに（オルガ・ペタジーニ）
ろべると・ぺたじーにの25歳年齢が離れた妻。夫婦仲はアツアツ。周囲を気にしないで、所構わず夫といちゃついている。
地下にいる夫を迎えに行くために地面を掘って、地中奥深くから登場したことがある。
コイスミ総理（小泉純一郎）
連載当時の内閣総理大臣（現在は引退）。
クワタプロデュースで、マツイとキヨハラが歌手に転向した2004年の紅白歌合戦にゲスト審査員として登場。しかし野球選手に転向しようと目覚めたキヨハラとクワタの起こした騒動に巻き込まれ、くす玉の下敷きとなって大怪我を負ってしまう。この事件もあってかキヨハラは歌手を追放されたどころか野球選手に戻れなくなってしまった。
ぴーたーあーつ（ピーター・アーツ）
キヨハラがタイムスリップから戻ってきて格闘家になった時に対戦。

### 過去の登場人物

#### 西部ライアンズ
モリ監督（森祇晶）
1986年当時、西部ライアンズの監督。キヨハラにとっての恩師。
その漫画によって性格が変わる人物。今回はベロベロに登場していた時の、根暗なキャラクターに近い。
名前は「マサアキ」だが、本編では「アキマサ」になっている。
コロコロアニキ版では、2015年のキヨハラとクワタが90年代のオールスターにタイムスリップしたため若い頃の姿（ライアンズの監督時代）で登場し、キヨハラをハンマーでぶったく場面が描かれ、クワタは懐かしがっていた。
背番号は81。
イシゲ（石毛宏典）
内野手。1986年当時、ライアンズのチームリーダー。
「鼻の穴男」という異名を持っているキャラクターで、鼻の穴が強調して描かれている。
自分より年上の18年後のキヨハラを見て、違和感を抱いていた。
背番号は7。
アキヤマ（秋山幸二）
外野手。キヨハラとはAK砲を組んでいた。
かっとばせ!キヨハラくんの主要人物だったが、あまりパッとしない存在だった。
コロコロアニキ版では、2015年のキヨハラとクワタが1990年代のオールスターにタイムスリップしたため若い頃の姿（タイエー時代）で登場し、二人が起こした乱闘に加わった。
背番号は24。
クドー（工藤公康）
エース。当時キヨハラと仲の良かった先輩。現在は昔に比べると、さほど仲良くない。
詳細は投手を参照。
背番号は47。

#### 東京カイアンツ
くろまてぃ（ウォーレン・クロマティ）
カイアンツの外国人外野手。ムードメーカー。
18年後のキヨハラからデッドボールを受け、乱闘騒ぎを起こすが、キヨハラによって返り討ちにされる。
かっとばせ!キヨハラくんでは「グロマティ」という名前だった。
かっとばせ!キヨハラくんから数えると、約13年ぶりの再登場である。
背番号は49。
ヨシムラ（吉村禎章）
外野手。時期4番候補の一人。
18年後のキヨハラに脅かされ、腰を抜かしてしまう。
この当時は健康だったが、その後選手生命に関わる大怪我を負ってしまった。
背番号は7。
ナカハタ（中畑清）
内野手。明るく、陽気な性格のチームリーダー。
漫画内では数少ない常識人であった。
コロコロアニキ版では、現実同様に監督（作中ではNDAペイスターズ）として開幕戦でカイアンツと対決する形で登場した。名前は「ナカハダ」に変更。
背番号は24。
エガワ（江川卓）
エース。常にマイペースな男。
オー監督の隣にいるだけの登場。18年後のキヨハラにホームランを打たれてしまった。
背番号は30。
ハラ（原辰徳）
4番打者。クワタとは悪友的関係。現在もその関係は変わっていない。
詳細はオーナー・監督・コーチ陣を参照。
背番号は8。
オー監督（王貞治）
1986年当時、カイアンツの監督。クワタにとっての恩師。
詳細は福岡タイエーハークス→福岡ソフトハンクハークスを参照。
背番号は1。

### 空想上のキャラクター
水の神
河原に住んでいる神様。雨雲を自由自在に操る。
イソップ童話に於ける、金の斧に登場した神様を真似たことをやっている。
キヨハラの無礼な態度に怒り、キヨハラに水難の呪いをかける。
クワタ曰く、ホームランに弱いらしい。呪いをかけた人物にホームランを打たれると途端に力が半減してしまう。
よくアザラシのタマちゃんに間違えられる。
大ダコ
甲四園球場に売っているたこ焼の中に入っている、タコの亡霊の集合体。
板神の選手に乗り移ることで、板神の選手に力を与えていた。板神が優勝をして、ファンが旨そうにたこ焼を食べる姿を見ないと成仏が出来ないらしい。
胴体に鉢巻きを巻いているのが特徴。
『デカデーカ』の力で巨大化したキヨハラに、脚8本を全部食べられてしまった。その後消滅。
ラハヨキ
クワタによって集められた、宇宙人野球チーム・メンバーの一人。ヘッピリ星出身。
チームの中で唯一野球が下手。その為に他のチームメイトから虐めを受けている。
いつもオドオドしている情けない性格だが、どことなくキヨハラと容姿が似ている。
他人とは思えないという理由からキヨハラによる猛特訓を受け、それが切っ掛けでキヨハラとは友情が生まれた。
最終的にキヨハラとトレードをされ、地球に残ることになった（キヨハラが宇宙に行く羽目になった）。
背番号は5。
ユキコ&ユキオ
雪だるまそっくりな雪の妖精。新婚旅行としてハワイへ降り立ち、ハワイに雪を降らせた。
熱々のラブラブカップル。2人が愛し合えば愛し合うほどに雪は大降りとなって、吹雪になる。
ユキコは惚れやすくて、また執念深い性格。雪だるまの格好をしているキヨハラに一目惚れをした。また雪の精美人コンテストで、3年連続1位の実績を持っている。
涙を流すと、そのまま溶けて水になってしまう。ユキオはユキコに振られたショックで、ユキコはキヨハラにブスと言われたショックで、夫々大泣きをして消滅した。
サルモドキ
類人猿。謎の未確認生物として週刊誌に報道されている。
大きさはチンパンジーより大きく、ゴリラよりは小さい。頭の後ろにハート型のハゲがある。
猿ヶ島という猿がたくさん生息している島に於ける、ボス猿の1匹。自分のグループの縄張りを広げる為、他の猿のグループの縄張りを襲っている。
ボス猿同士に於ける勝負の方法はあっち向いてホイ。
デビ太郎
他人の体に乗り移って、悪いことをするのが大好きな魔物。乗り移られた人間は意識を乗っ取られ、様々なエスパー技を使えるようになる。
「あくまで勝つ！」と言うホリウチの言葉によって、引き寄せられてきた。
昼寝をしていたキヨハラに乗り移り、体を乗っ取ってしまった。
弱点は聖水。
ブヒブヒ星人
豚にそっくりな宇宙人。耳だけは羊に似ている。
豚鼻から人間を豚に変える光線を出す、恐ろしく凶暴な宇宙人。
宇宙船の中には大量の仲間が詰まっている。
マツイが大声で開幕宣言したの聞いてオールスター戦を宇宙戦争と勘違いして地球にやってきた。
オールスターの選手全員を豚に変えてしまったが、マツイには効かず、返り討ちにされた挙げ句マツイの顔となった。
オールスター戦に宇宙人が攻め込んで来たのは実は2回目（1回目はマツイくん・6巻参照）。
ビクトリーカイアンツ
クワタが作った野球ロボット。対楽ちんとの逆日本シリーズに於いて使用。
一見トロそうだが、リモコンの操作一つで超人的なパワーを発揮する。
全部で7体いる。一体一体はロボットA - ロボットGという、アルファベットの名前が付いている。
7体全部が合体出来るが、所詮付け焼刃の合体であり、非常に壊れやすい。
どんなボールもホームランにしてしまう、「ドラゴンビクトリークラッシャーバット」という武器を持っている。
モミアゲ
キヨハラのモミアゲ。生命力が異常に強く、チェーンソーを使わないと切ることが出来ない。
キヨハラ曰く、モミアゲで腕立て伏せをやっていたため、頑丈なモミアゲになったらしい。
モミアゲなのになぜか、意識を持っている。